# Piccolomini (cràter)

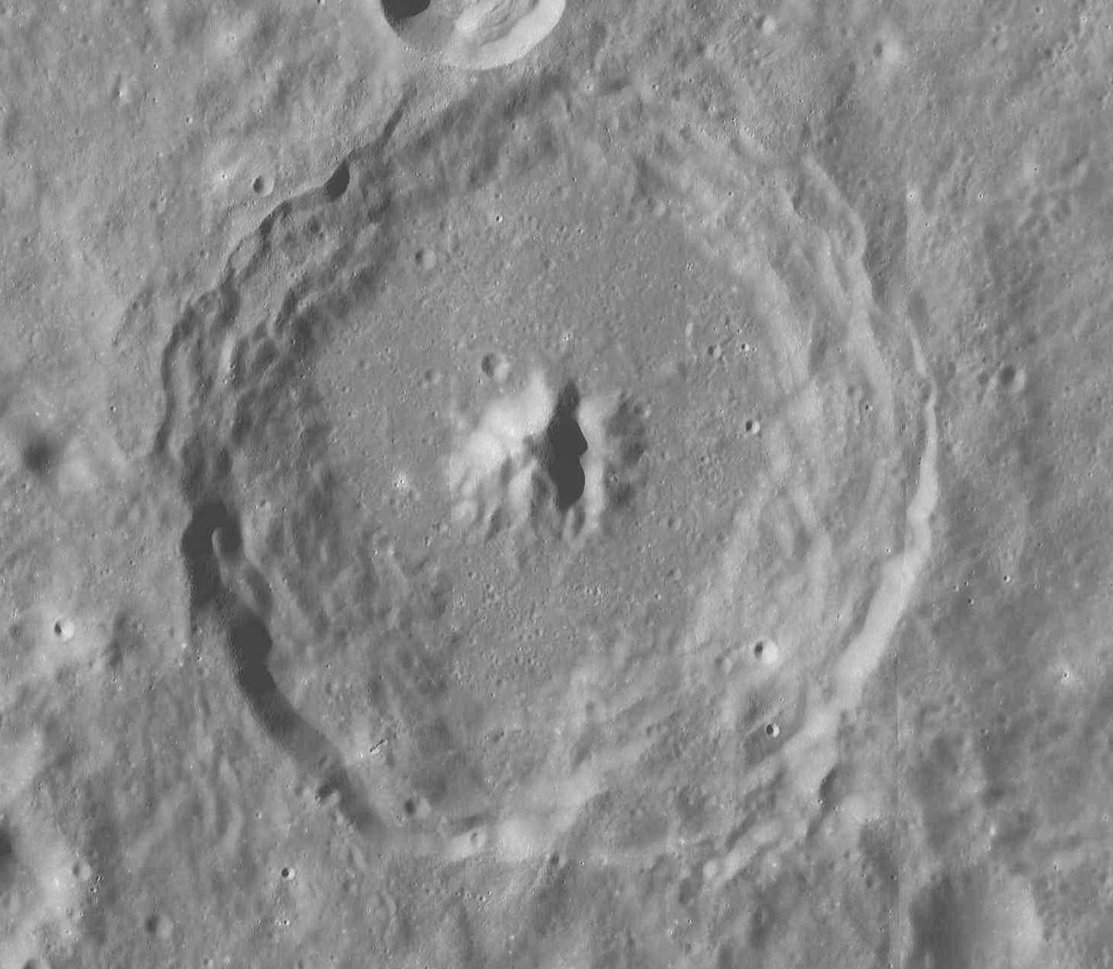
Fotografia de la missió Lunar Reconnaissance Orbiter

Piccolomini és un prominent cràter d'impacte localitzat en el sector sud-est de la Lluna. El cràter Rothmann es troba a l'oest-sud-oest, i al sud es troba Stiborius. El llarg Rupes Altai comença en la vora occidental de Piccolomini, que es corba cap al nord-oest. El cràter porta el nom de l'arquebisbe i astrònom italià del segle xvi Alessandro Piccolomini. Té 88 quilòmetres de diàmetre i 4.500 metres de profunditat. Pertany al Període Ímbrià Superior, de fa entre 3800 i 3200 milions d'anys.
La vora del cràter roman relativament intacta, i la seva paret interior posseeix àmplies terrasses. Aquestes estructures han estat a una mica suavitzades per lliscaments de terra i per l'erosió, molt probablement induïts per l'activitat sísmica. Una afluència de material ha penetrat en el cràter a través de la vora nord, fluint cap a la base. El sòl del cràter és relativament suau, amb només pujols menors i cràters d'impacte. Al centre presenta un complex pic central envoltat de muntanyes menors. El pic principal s'eleva a una altura de 2 quilòmetres per sobre de la superfície circumdant.

## Cràters satèl·lit
Per convenció aquests elements són identificats en els mapes lunars posant la lletra en el costat del punt central del cràter que està més prop de Piccolomini.
|             | \| Piccolomini \| Coordenades \| Diàmetre \| \| ----------- \| ------------------------------------ \| -------- \| \| A \| 26° 24′ S, 30° 24′ E / 26.4°S,30.4°E \| 16 km \| \| B \| 25° 48′ S, 30° 30′ E / 25.8°S,30.5°E \| 12 km \| \| C \| 27° 36′ S, 31° 06′ E / 27.6°S,31.1°E \| 26 km \| \| D \| 26° 54′ S, 32° 12′ E / 26.9°S,32.2°E \| 17 km \| \| E \| 26° 06′ S, 31° 48′ E / 26.1°S,31.8°E \| 18 km \| \| F \| 26° 18′ S, 31° 48′ E / 26.3°S,31.8°E \| 72 km \| \| G \| 27° 12′ S, 34° 42′ E / 27.2°S,34.7°E \| 18 km \| \| H \| 27° 54′ S, 27° 36′ E / 27.9°S,27.6°E \| 9 km \| \| J \| 25° 00′ S, 30° 06′ E / 25.0°S,30.1°E \| 28 km \| \| K \| 25° 42′ S, 29° 42′ E / 25.7°S,29.7°E \| 8 km \| \| L \| 26° 06′ S, 33° 42′ E / 26.1°S,33.7°E \| 12 km \| \| M \| 27° 48′ S, 31° 48′ E / 27.8°S,31.8°E \| 23 km \| \| N \| 27° 18′ S, 26° 12′ E / 27.3°S,26.2°E \| 9 km \| \| O \| 26° 36′ S, 30° 30′ E / 26.6°S,30.5°E \| 11 km \| \| P \| 30° 24′ S, 35° 54′ E / 30.4°S,35.9°E \| 12 km \| \| Q \| 30° 48′ S, 36° 24′ E / 30.8°S,36.4°E \| 14 km \| \| R \| 29° 18′ S, 35° 18′ E / 29.3°S,35.3°E \| 16 km \| \| S \| 31° 36′ S, 34° 06′ E / 31.6°S,34.1°E \| 21 km \| \| T \| 28° 30′ S, 29° 00′ E / 28.5°S,29.0°E \| 8 km \| \| W \| 26° 48′ S, 29° 12′ E / 26.8°S,29.2°E \| 6 km \| \| X \| 26° 54′ S, 31° 30′ E / 26.9°S,31.5°E \| 8 km \| |          |
| Piccolomini | Coordenades | Diàmetre |
| A           | 26° 24′ S, 30° 24′ E / 26.4°S,30.4°E | 16 km    |
| B           | 25° 48′ S, 30° 30′ E / 25.8°S,30.5°E | 12 km    |
| C           | 27° 36′ S, 31° 06′ E / 27.6°S,31.1°E | 26 km    |
| D           | 26° 54′ S, 32° 12′ E / 26.9°S,32.2°E | 17 km    |
| E           | 26° 06′ S, 31° 48′ E / 26.1°S,31.8°E | 18 km    |
| F           | 26° 18′ S, 31° 48′ E / 26.3°S,31.8°E | 72 km    |
| G           | 27° 12′ S, 34° 42′ E / 27.2°S,34.7°E | 18 km    |
| H           | 27° 54′ S, 27° 36′ E / 27.9°S,27.6°E | 9 km     |
| J           | 25° 00′ S, 30° 06′ E / 25.0°S,30.1°E | 28 km    |
| K           | 25° 42′ S, 29° 42′ E / 25.7°S,29.7°E | 8 km     |
| L           | 26° 06′ S, 33° 42′ E / 26.1°S,33.7°E | 12 km    |
| M           | 27° 48′ S, 31° 48′ E / 27.8°S,31.8°E | 23 km    |
| N           | 27° 18′ S, 26° 12′ E / 27.3°S,26.2°E | 9 km     |
| O           | 26° 36′ S, 30° 30′ E / 26.6°S,30.5°E | 11 km    |
| P           | 30° 24′ S, 35° 54′ E / 30.4°S,35.9°E | 12 km    |
| Q           | 30° 48′ S, 36° 24′ E / 30.8°S,36.4°E | 14 km    |
| R           | 29° 18′ S, 35° 18′ E / 29.3°S,35.3°E | 16 km    |
| S           | 31° 36′ S, 34° 06′ E / 31.6°S,34.1°E | 21 km    |
| T           | 28° 30′ S, 29° 00′ E / 28.5°S,29.0°E | 8 km     |
| W           | 26° 48′ S, 29° 12′ E / 26.8°S,29.2°E | 6 km     |
| X           | 26° 54′ S, 31° 30′ E / 26.9°S,31.5°E | 8 km     |

### Altres referències
- (WGPSN), IAU Working Group for Planetary System Nomenclature. «Gazetteer of Planetary Nomenclature. 1:1 Million-Scale Maps of the Moon» (en anglès).  UAI / USGS, 13-02-2013. [Consulta: 6 abril 2016].
- Andersson, L. E.; Whitaker, E. A.,. NASA Catalogue of Lunar Nomenclature (en anglès).  NASA RP-1097, 1982.
- Blue, Jennifer. «Gazetteer of Planetary Nomenclature» (en anglès).  USGS, 25-07-2007. [Consulta: 2 gener 2012].
- Bussey, B.; Spudis, P.. The Clementine Atlas of the Moon (en anglès).  Nueva York: Cambridge University Press, 2004. ISBN 0-521-81528-2.
- Cocks, Elijah E.; Cocks, Josiah C.. Who's Who on the Moon: A Biographical Dictionary of Lunar Nomenclature (en anglès).  Tudor Publishers, 1995. ISBN 0-936389-27-3.
- McDowell, Jonathan. «Lunar Nomenclature» (en anglès).   Jonathan's Space Report, 15-07-2007. [Consulta: 2 gener 2012].
- Menzel, D. H.; Minnaert, M.; Levin, B.; Dollfus, A.; Bell, B. «Report on Lunar Nomenclature by The Working Group of Commission 17 of the IAU» (en anglès). Space Science Reviews, 12, 1971, pàg. 136.
- Moore, Patrick. On the Moon (en anglès).  Sterling Publishing Co, 2001. ISBN 0-304-35469-4.
- Price, Fred W. The Moon Observer's Handbook (en anglès).  Cambridge University Press, 1988. ISBN 0521335000.
- Rükl, Antonín. Atlas of the Moon (en anglès).  Kalmbach Books, 1990. ISBN 0-913135-17-8.
- Webb, Rev. T. W.. Celestial Objects for Common Telescopes, 6ª edición revisada (en anglès).  Dover, 1962. ISBN 0-486-20917-2.
- Whitaker, Ewen A. Mapping and Naming the Moon (en anglès).  Cambridge University Press, 2003. 978-0-521-54414-6.
- Wlasuk, Peter T. Observing the Moon (en anglès).  Springer, 2000. ISBN 1-85233-193-3.